# Struktura użytkowania ziemi

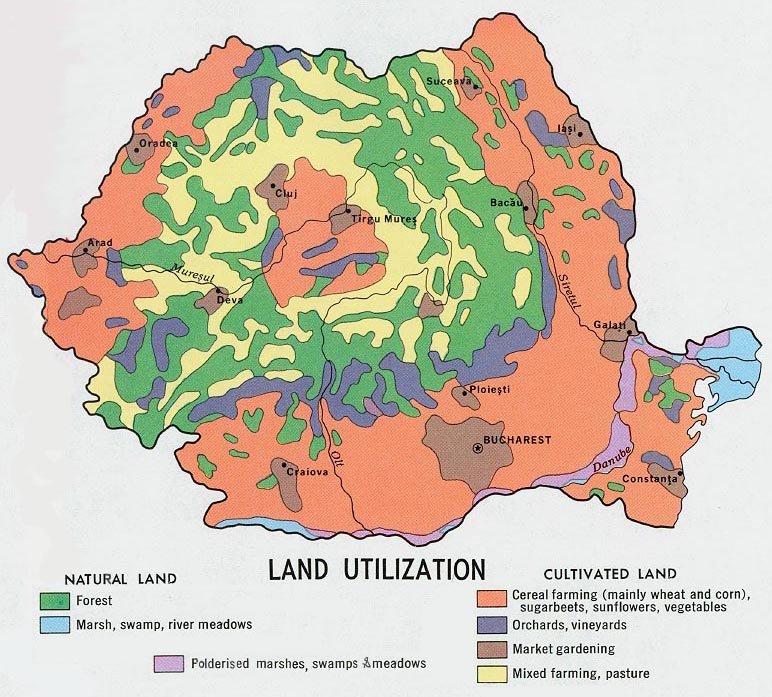
Mapa struktury użytkowania ziemi w Rumunii (1970 rok):
zielony – lasy
błękitny – mokradła, delty rzek
różowy – uprawa zbóż (głównie pszenicy i kukurydzy, buraków cukrowych, słoneczników
liliowy – winnice i sady
żółty – zróżnicowane uprawy, pastwiska
brązowy – uprawy ogrodnicze

Struktura użytkowania ziemi – udział charakterystycznych, jednoznacznie zidentyfikowanych form zagospodarowania gruntu w całkowitej powierzchni obszaru, podlegającego analizie tej struktury. Jest ona uwarunkowana zarówno czynnikami naturalnymi terenu (m.in. klimat, stosunki wodne, rzeźba terenu), jak również warunkami gospodarczymi (m.in. industrializacja, typ działalności rolnej).
Klasyfikacja użytków zależy od informacji, jakie zamierza się uzyskać. Wyróżnia się od kilku do nawet kilkudziesięciu różnego rodzaju form użytkowania ziemi. Jej analizę przeprowadza się m.in. na potrzeby opracowywania planów przestrzennego zagospodarowania konkretnego obszaru, np.: miasta, jednostki samorządu terytorialnego, regionu lub dla realizacji zadań z zakresu ewidencji gruntów i budynków. Graficzna wizualizacja istniejących form użytkowania ziemi może być składową oceny stanu zagospodarowania terenu, a także daje podstawy do planowania zmian zagospodarowania przestrzennego.

## Struktura użytkowania ziemi w Polsce
Poniższa tabela przedstawia strukturę użytkowania gruntów w latach 2005, 2010, 2014 według powierzchni w tys. ha na podstawie Rocznika Statystycznego Rzeczypospolitej Polskiej z 2014 roku. Dane stanu geodezyjnego wykorzystania powierzchni kraju pozyskano z Głównego Urzędu Geodezji i Kartografii.
| Rodzaj użytku                               | Powierzchnia w 2005 (w tysiącach ha) | Powierzchnia w 2010 (w tysiącach ha) | Powierzchnia w 2014 (w tysiącach ha) |
| ------------------------------------------- | ------------------------------------ | ------------------------------------ | ------------------------------------ |
| Użytki rolne, w tym:                        | 19 148                               | 18 931                               | 18 716                               |
| Grunty orne, sady, łąki i pastwiska trwałe  | 18 418                               | 18 193                               | 17 977                               |
| grunty rolne zabudowane                     | 527                                  | 530                                  | 529                                  |
| Grunty leśne oraz zadrzewione i zakrzewione | 9338                                 | 9531                                 | 9658                                 |
| Grunty pod wodami, w tym:                   | 636                                  | 640                                  | 649                                  |
| Powierzchniowymi                            | 558                                  | 561                                  | 570                                  |
| Płynącymi                                   | 471                                  | 495                                  | 511                                  |
| stojącymi                                   | 87                                   | 66                                   | 59                                   |
| Grunty zabudowane i zurbanizowane, w tym    | 1476                                 | 1550                                 | 1635                                 |
| Tereny mieszkaniowe                         | 234                                  | 278                                  | 316                                  |
| Tereny przemysłowe                          | 100                                  | 112                                  | 117                                  |
| Tereny rekreacji i wypoczynku               | 65                                   | 65                                   | 65                                   |
| Tereny komunikacyjne                        | 897                                  | 891                                  | 914                                  |
| Użytki kopalne                              | 33                                   | 29                                   | 28                                   |
| Użytki ekologiczne                          | 25                                   | 34                                   | 36                                   |
| Nieużytki                                   | 498                                  | 482                                  | 475                                  |

## Klasyfikacja według ewidencji gruntów i budynków
W ewidencji gruntów i budynków wyodrębniono 6 podstawowych grup użytków gruntowych:
1. grunty rolne,
2. grunty leśne,
3. grunty zabudowane i zurbanizowane,
4. użytki ekologiczne
5. grunty pod wodami,
6. tereny różne.